# The Sign of the Ram
The Sign of the Ram is een Amerikaanse dramafilm en film noir uit 1948 onder regie van John Sturges. De film werd destijds uitgebracht onder de titel Het stond in de sterren.
Het scenario is gebaseerd op de gelijknamige roman van Margaret Ferguson.

## Verhaal
Leah St. Aubyn is een manipulatieve rolstoelpatiënte, die haar hele omgeving controleert. Ze slaagt erin om de relatie van haar dochter Christine met haar vriend te saboteren. De verloofde van haar zoon Logan drijft ze door haar gedrag bijna tot zelfmoord. Wanneer ze erachter komt dat haar gezin een arts raadpleegt, wordt ze nog achterdochtiger.

## Rolverdeling
| Acteur           | Personage           |
| ---------------- | ------------------- |
| Susan Peters     | Leah St. Aubyn      |
| Alexander Knox   | Mallory St. Aubyn   |
| Phyllis Thaxter  | Sherida Binyon      |
| Peggy Ann Garner | Christine St. Aubyn |
| Ron Randell      | Dr. Simon Crowdy    |
| Dame May Whitty  | Clara Brastock      |
| Allene Roberts   | Jane St. Aubyn      |
| Ross Ford        | Logan St. Aubyn     |
| Diana Douglas    | Catherine Woolton   |